# The Man from Monterey
The Man from Monterey è un film del 1933 diretto da Mack V. Wright.
È un film western statunitense con John Wayne, Luis Alberni e Ruth Hall. È un remake di The Canyon of Adventure del 1928.

## Produzione
Il film, diretto da Mack V. Wright su una sceneggiatura di Leslie Mason, fu prodotto da Leon Schlesinger per la Warner Bros. Pictures.

## Distribuzione
Il film fu distribuito negli Stati Uniti dal 15 luglio 1933 al cinema dalla Warner Bros. Pictures (con il nome Vitagraph Pictures Inc.).
Alcune delle uscite internazionali sono state:
- nel Regno Unito il 2 aprile 1934
- in Francia l'8 agosto 1951 (L'homme de Monterey)
- in Germania (Der Mann Von Monterey)
- in Grecia (O aetos tis Ispanias)

## Promozione
Le tagline sono:
- "Hair-Trigger Action! Red-Blooded Romance! Rip-Roaring Thrills!".
- "Johy Wayne and Duke(his Miracle Horse) in a 4-Star Western".
- "He'll out-fight or out-shoot the toughest hombre of the plains!".
- "Action, thrills ride the range with the man who tamed the Wild West!".